# Portugal op de Olympische Winterspelen 1952
Tijdens de Olympische Winterspelen van 1952, die in Oslo (Noorwegen) werden gehouden, nam Portugal voor de eerste keer deel.

## Deelnemers en resultaten

### Alpineskiën
| Olympiër     | Discipline   | Resultaat | Prestatie        |
| ------------ | ------------ | --------- | ---------------- |
| Duarte Silva | afdaling (m) | 69e       | 3.58,4 (+1.27,6) |

Argentinië · Australië · België · Bulgarije · Canada · Chili · Denemarken · Duitsland · Finland · Frankrijk · Griekenland · Groot-Brittannië · Hongarije · IJsland · Italië · Japan · Joegoslavië · Libanon · Nederland · Nieuw-Zeeland · Noorwegen · Oostenrijk · Polen · Portugal · Roemenië · Spanje · Tsjecho-Slowakije · Verenigde Staten · Zweden · Zwitserland